# Cistella
Cistella (antiguamente denominado Sistella) es un municipio español de la comarca del Alto Ampurdán en la provincia de Gerona, Cataluña.
Tiene una superficie de 25,63 km², y de acuerdo al censo del año 2008, está habitado por 253 habitantes.
Está conformado por cinco localidades: Cistella, Mare de Deu de Vida, Ribera de les Planes, Sant Baldiri y Vilarig.

## Demografía
Cistella cuenta con una población de 294 habitantes (INE 2024).
| Gráfica de evolución demográfica de Cistella entre 1842 y 2021 |
| |
| Población de derecho según los censos de población del INE Población de hecho según los censos de población del INEEn este censo se denominaba Sistella: 1842 Entre el censo de 1857 y el anterior, crece el término del municipio porque incorpora a Vilaritg |

| 1497 | 1515 | 1553 | 1717 | 1787 | 1857 | 1877 | 1887 | 1900 |
| ---- | ---- | ---- | ---- | ---- | ---- | ---- | ---- | ---- |
| 34   | 31   | 40   | 266  | 628  | 995  | 910  | 723  | 710  |

| 1910 | 1920 | 1930 | 1940 | 1950 | 1960 | 1970 | 1981 | 1990 |
| ---- | ---- | ---- | ---- | ---- | ---- | ---- | ---- | ---- |
| 730  | 708  | 604  | 542  | 507  | 305  | 268  | 222  | 209  |

| 1992 | 1994 | 1996 | 1998 | 2000 | 2002 | 2004 | 2006 | — |
| ---- | ---- | ---- | ---- | ---- | ---- | ---- | ---- | - |
| 205  | 212  | 211  | 211  | 231  | 222  | 233  | 232  | — |